# Péter Szakály
Péter Szakály (ur. 17 sierpnia 1986 w Nagyatád) – węgierski piłkarz występujący na pozycji pomocnika.